# Svanen (miljömärkning)
Svanen har funnits sedan 1989 och är Nordens officiella miljömärkning som i Sverige sköts av Miljömärkning Sverige AB på uppdrag av regeringen. De granskar varor och tjänsters miljöpåverkan under hela livscykeln från råvara till avfall samt ställer krav på funktion och kvalitet. Idag kan 63 olika grupper av varor och tjänster Svanenmärkas.

## Finansiering
Svanen drivs som en icke-vinstinriktad organisation och finansieras dels av anslag från regeringen, dels av avgifter från de företag som har svanenmärkta varor eller tjänster. Avgiften var januari 2009 0,3% av produktens årsomsättning. För svanenmärkta tjänster varierar avgiften.

## Kriterier
Kriterier för att en produkt eller tjänst får svanenmärkas tas fram i samråd med experter, miljöorganisationer och myndighet. Krav ställs på energiåtgång vid tillverkning, användandet av kemikalier, utsläpp och avfallshantering. Även funktionalitet och kvalitet kontrolleras. Kriterierna skärps omkring var fjärde år då produkter som klarat de gamla kraven måste ompröva sig för att behålla sin licens. 

## Symbol
Symbolen är rund med en vit svan med fyra vingpennor mot en grön bakgrund. Den är skapad av den finska konstnären Kyösti Varis och symboliserar de nordiska ländernas samarbete. Svanens fyra vingpennor symboliserar Sverige, Norge, Finland, Island. 1992 gick även Danmark med i samarbetet.
Jämför med Nordiska rådets tidigare symbol: En vit svan med åtta vingpennor mot blå bakgrund (före 2016).